# Makivka, Prîazovske
Makivka (în ucraineană Маківка) este o comună în raionul Prîazovske, regiunea Zaporijjea, Ucraina, formată numai din satul de reședință.

## Demografie
Componența lingvistică a comunei Makivka
     Ucraineană (86,98%)
     Rusă (13,02%)
Conform recensământului din 2001, majoritatea populației comunei Makivka era vorbitoare de ucraineană (86,98%), existând în minoritate și vorbitori de rusă (13,02%).